# I'll Be Your Hero
I'll Be Your Hero é o terceiro EP da Rhapsody of Fire (excluindo Rain of a Thousand Flames, que é considerado um álbum da banda). Foi lançado em 4 de junho de 2021, via AFM Records. 
Funciona como um prelúdio para o próximo álbum de estúdio da banda, Glory For Salvation. É o primeiro trabalho da banda onde participa o baterista Paolo Marchesich, após a saída de Manu Lotter da banda no ano passado.
O álbum é composto por 8 faixas, incluindo um single do próximo álbum de estúdio da banda, uma faixa regravada da versão japonesa do álbum Legendary Years, duas faixas ao vivo do álbum The Eighth Mountain e a faixa The Wind, The Rain And The Moon do último álbum junto com versões em espanhol, italiano e francês do mesmo tema.
Um videoclipe para a faixa-título do EP foi lançado no mesmo dia do lançamento do álbum através do canal oficial da AFM Records no YouTube.

## Lista de faixas
| N.º            | Título                                                                           | Duração |  |
| 1.             | "I'll Be Your Hero"                                                              | 4:12    |  |
| 2.             | "Where Dragons Fly (Regravado)"                                                  | 4:34    |  |
| 3.             | "Rain of Fury (Live)"                                                            | 4:22    |  |
| 4.             | "The Courage to Forgive (Live)"                                                  | 5:07    |  |
| 5.             | "The Wind, The Rain And The Moon (Live)"                                         | 5:19    |  |
| 6.             | "Sin Un Adiós" (Versão em Espanhol de "The Wind, The Rain And The Moon")         | 5:19    |  |
| 7.             | "Senza Un Addio" (Versão em Italiano de "The Wind, The Rain And The Moon")       | 5:19    |  |
| 8.             | "La Force de Me Battre" (Versão em Francês de "The Wind, The Rain And The Moon") | 5:19    |  |
| Duração total: | Duração total:                                                                   | 39:37   |  |

## Integrantes
Rhapsody of Fire
- Giacomo Voli - vocalista.
- Roby de Micheli - guitarras.
- Alessandro Sala - baixo.
- Alex Staropoli - teclados.
- Paolo Marchesich - bateria.

Pessoal adicional
- Manu Lotter - batería (pistas 3-8, não creditado).
- Manuel Staropoli – flauta, oboé barroco, intérprete barroco.

Produção
- Sebastian "Seeb" Levermann – mixagem, masterização.
- Paul Thureau – Desenho e arte adicional.
- Emanuele Aliprandi – fotografia.
- Alexandre Charleux – capa do álbum.[5]